# Imatra (Verwaltungsgemeinschaft)

Lage der Verwaltungsgemeinschaft Imatra in Finnland

Die Verwaltungsgemeinschaft Imatra (finnisch Imatran seutukunta) ist eine von zwei Verwaltungsgemeinschaften (seutukunta) der finnischen Landschaft Südkarelien. Zu ihr gehören die folgenden vier Städte und Gemeinden:
- Imatra
- Parikkala
- Rautjärvi
- Ruokolahti

Die Gemeinden Saari und Uukuniemi schlossen sich am 1. Januar 2005 zu Parikkala zusammen.